# Universidad medieval
Las universidades medievales europeas fueron instituciones educativas de la cristiandad latina en la baja Edad  media que sustituyeron a las escuelas palatinas, monásticas y episcopales existentes desde la Alta Edad Media. Comenzaron a fundarse en distintas ciudades de Europa Occidental a partir, aproximadamente, de 1150, en el contexto del Renacimiento del siglo XII.
Estas fueron instituciones que establecieron un modelo de enseñanza superior que se prolongó en el tiempo, determinando la estructura y funcionamiento de las universidades de la época moderna y contemporánea, cuando se extendió por todo el mundo.
Las universidades medievales eran comunidades de los maestros y los estudiantes (universitas) que, aunque tenían como principal función la enseñanza, también se dedicaban a la investigación y producción del saber, generando vigorosos debates y polémicas. Eso se refleja en las crisis en que estuvieron envueltas y por las intervenciones que sufrieron por parte de ambos poderes: el político de reyes y emperadores y el eclesiástico de papas, obispos y órdenes religiosas.
Las primeras universidades de la Europa cristiana fueron fundadas en Italia, en Inglaterra, en España y en Francia para el estudio del derecho, la medicina y la teología. La parte central de la enseñanza implicaba el estudio de las artes preparatorias, o artes liberales; el trivium: gramática, retórica y lógica; y el quadrivium: aritmética, geometría, música y astronomía. Después, el alumno entraría en contacto con estudios más profundos que seguían denominándose artes, los que podrían denominarse genéricamente filosofía y que incluían todo tipo de ciencias.

## Historia

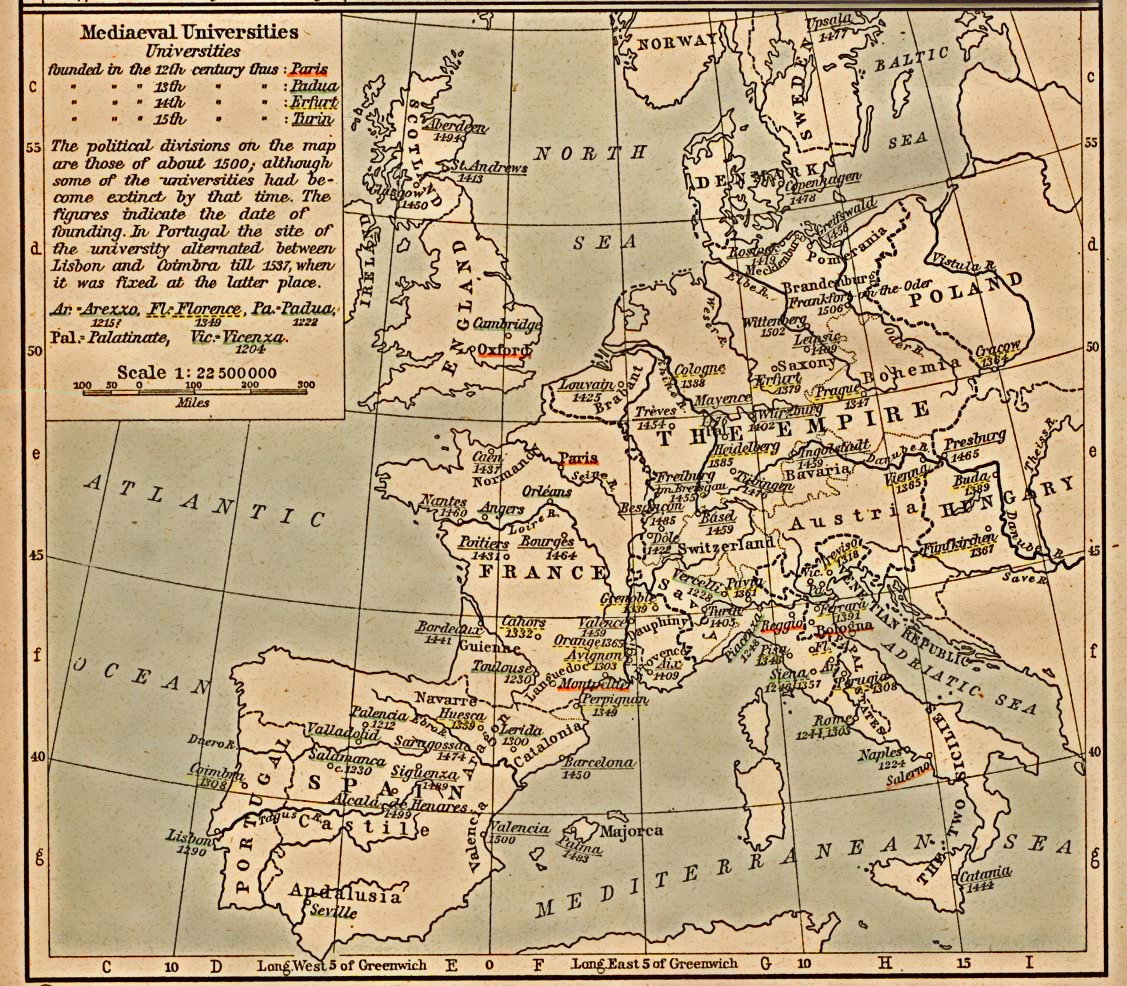
Mapa de Universidades medievales.

### Orígenes: Escuelas monacales y municipales
Carlomagno, coronado emperador en el año 800, había conseguido reunir una buena parte de Europa Occidental bajo su dominio: el Imperio carolingio. Para unificarlo y fortalecerlo, decidió ejecutar una reforma en la educación. El monje inglés Alcuino de York elaboró para ello un proyecto de desarrollo escolar que buscaba revivir el saber clásico estableciendo los programas de estudio, a partir de las siete artes liberales: el trivium, o enseñanza literaria (gramática, retórica y dialéctica) y el quadrivium, o enseñanza científica (aritmética,geometría, astronomía y música). A partir del año 787, se promulgaron decretos que recomendaban, en todo el imperio, la restauración de las antiguas escuelas y la fundación de otras nuevas. Institucionalmente, esas nuevas escuelas podían ser monacales, bajo la responsabilidad de los monasterios; escuela catedralicia catedrales, junto a la catedral sede de los obispados; municipales, bajo el auspicio de los ayuntamiento; y palatinas, junto a las cortes. Esas medidas tendrían sus efectos más significativos solo algunos siglos más tarde (aunque desde mediados del siglo IX ya funcionaban por ejemplo, la monástica escuela de Auxerre o la escuela palatina de Carlos el Calvo Escoto Erígena). La enseñanza de la dialéctica (o lógica) fue haciendo renacer el interés por la indagación de carácter especulativo; de esa semilla surgiría la filosofía cristiana de la Escolástica.

### Escuelas superiores: los Studium Generale
En los siglos XII y XIII, algunas de las escuelas que habían sido estructuradas mediante las ordenanzas de Carlomagno, que destacaban por su alto nivel de enseñanza, ganan el título primero de Estudio General y más adelante el de Universidad. Esto ocurre especialmente entre las escuelas catedralicias. Después comenzaron a surgir instituciones, fundadas por autoridades, que ya nacían estructuradas como una institución de enseñanza superior. Los Estudios que evolucionaron de escuelas, fueron llamados ex consuetudine; aquellos fundados por reyes o papas eran los ex privilegio.
Algunas de estas escuelas recibían de la Iglesia católica o de reyes y emperadores el título de Studium Generale, que indicaba que aquella era una escuela de renombre internacional; éstos eran considerados los locales de enseñanza más prestigiosos del continente. Los profesores de un Studium Generale eran animados a dar cursos en otros institutos por toda Europa, así como a compartir documentos. Ello inició la cultura de intercambio presente aún hoy en las universidades europeas.
Entre los precedentes de la universidad medieval europea, se encuentran también las escuelas monásticas, las escuelas catedralicias, algunas se desarrollaron últimamente en universidades verdaderas.

### La expansión de los Studium por Europa
El primer Estudio fue posiblemente el de Bolonia (especializado en Derecho, 1088), a la que siguió Oxford (antes de 1096), del que se escindió su rival Cambridge (1209), Palencia de 1208, Salamanca (1218, el primero con estudios de Medicina), Padua (1222), Nápoles (1224), Valladolid (1241), París, de mediados del siglo XIII (uno de cuyos colegios fue la Sorbona, 1275).
Entre 1200 y 1400 fueron fundadas, en Europa, 52 universidades, y 29 de ellas fueron erigidas por papas. La transformación cultural generada por las universidades en el siglo XIII, fue expresada por la frase de Charles H. Haskins: En 1100, la escuela seguía al maestro; en 1200, el maestro seguía a la escuela.. Por estos siglos las universidades tuvieron carácter de gremio, como cualquier otro en la Edad Media. Lo que diferenciaba a los universitarios del resto de los artesanos  miembros de los gremios es que ellos eran artesanos de la palabra. Constituyeron así gremios de intelectuales, que muchas veces se avergonzaban del trabajo manual.

### El surgimiento del título de Universidad

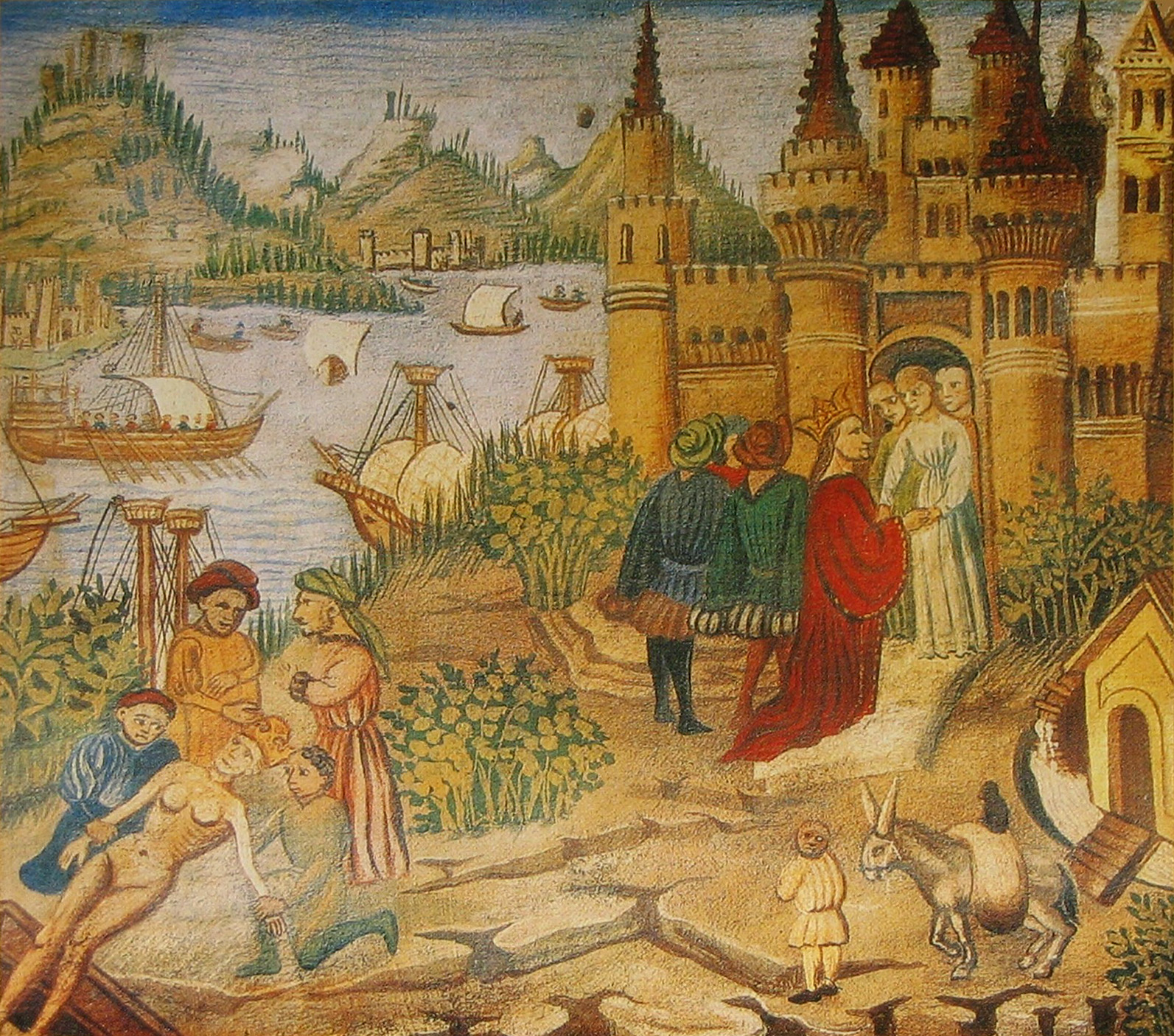
Una miniatura que representa la Scuola Medica Salernitana.

A partir de 1254 aparece el título de Universidad, siendo la primera en tenerlo el Estudio General de Salamanca, siguiéndola las citadas, y además Coímbra (1308, trasladada desde el Estudio General de Lisboa de 1290), Universidad de Valladolid (en 1241), Alcalá de Henares (1293, refundada por Cisneros en 1499), Lérida (1300), la Sapienza (Roma, 1303), Aviñón (1303), Orleans (1306), la Universidad Carolina (Praga, 1348), la Sertoriana (Huesca, 1353), la Jagellónica (Cracovia, Polonia, 1363), Viena (1365), Universidad de Pécs (Pécs, Hungría, 1367), Heidelberg (1386), Colonia (1368) y, ya al final del periodo medieval, Lovaina (1425), Basilea (1459) y Upsala (1477). En medicina gozaba de un gran prestigio la Escuela Médica Salernitana, con raíces árabes, que provenía del siglo IX; y en 1220 empezó a rivalizar con ella la Facultad de Medicina de Montpellier.

## Vida universitaria

### Enseñanzas y grados

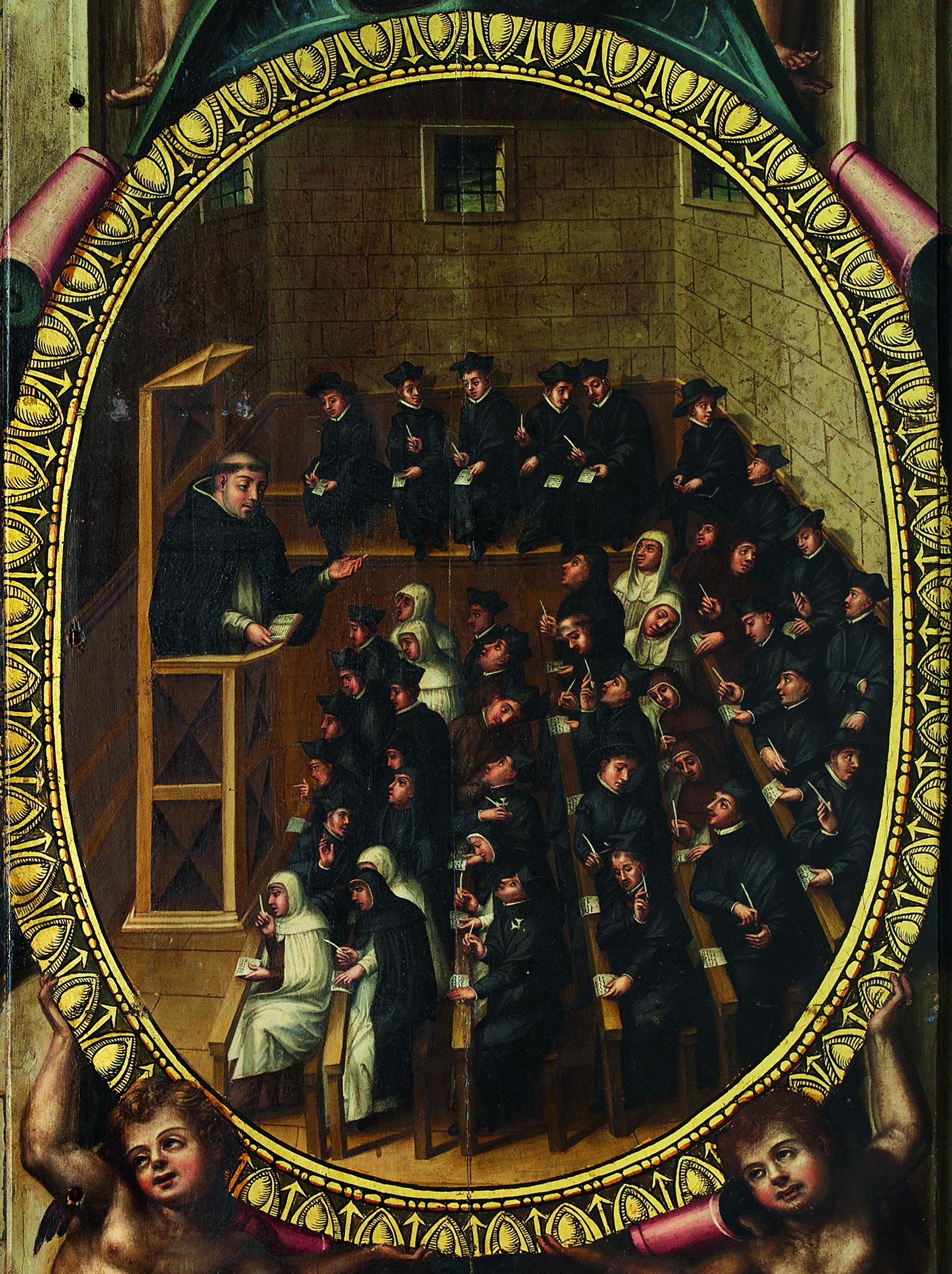
Versión pictórica de un aula antigua de la universidad de Salamanca, con alumnos de diversas órdenes religiosas, pintado en el por Martín de Cervera

Los estudiantes llegaban a las universidades habitualmente con catorce años o poco más, tras haber iniciado los estudios más rudimentarios con maestros que les enseñaban a leer y escribir y un nivel suficiente de lengua latina. Los primeros años de su vida universitaria se dedicaban a los estudios de Artes liberales, que comprendían el "trivium" y el "Quadrivium". Cuando se consideraban preparados para superar los exámenes correspondientes (consistentes en la lectio -lectura y repetición memorística comentada- de un texto y su disputatio respondiendo a preguntas que procuraban averiguar si el aspirante lo había comprendido), alcanzaban el título de bachiller, lo que solía ocurrir en un plazo de unos seis años. Era muy habitual abandonar los estudios sin obtener ningún título, y solo una minoría continuaba con el estudio de las Artes a un nivel superior o con carreras más especializadas: Medicina, Derecho o Teología. Muchas veces los estudiantes graduados en derecho podían llegar a ejercer cargos gubernamentales en sus ciudades natales, como fue el caso de muchas universidades italianas.
Obtener en cualquiera de ellas el título de magister (maestro) permitía dedicarse a la enseñanza universitaria en cualquier universidad (ius o licentia ubique docendi). Este título requería una aprobación por el gremio de maestros.
El título de doctor exigía estudios aún más prolongados, y era habitual que los que se presentaban a tal examen llevaran varias décadas de vida universitaria (el de Artes, más breve, se solía obtener en cuatro o seis años, el de Medicina en diez, el de Derecho en doce o trece, y el de Teología en unos quince). El examen de doctorado, con la misma estructura que los de otros grados, consistía la defensa ante un tribunal de doctores de una tesis cuya originalidad no era el valor más prioritario. Las costosas fiestas y regalos a los que el doctorando estaba obligado actuaban como una barrera para dificultar el acceso al grado superior de la vida universitaria.

### Lecciones y libros
Las lecciones universitarias consistían en la lectura más o menos lenta o rápida, literal o glosada con comentarios, de un texto (habitualmente de un clásico más o menos adaptado para su comprensión didáctica) por el profesor (cuya cátedra o silla se convirtió en un sitial elevado sobre un estrado cada vez más prominente, hasta cubrirse de palio y otros adornos a finales de la Edad Media) mientras los alumnos que lo consideraban oportuno tomaban apuntes (llamados relaciones). Era corriente la venta de copias manuscritas baratas en letra minúscula (en pliegos de cuatro folios de piel de carnero, llamados pecias); siendo muy poco corriente antes de la extensión de la imprenta el uso de verdaderos libros, escasos y costosos ejemplares escritos con buena letra y custodiados en las bibliotecas (donde eran vigilados por los bibliotecarios o estacionarios) o conservados como verdaderos tesoros por un particular. Las cartas de los estudiantes de la época dan fe de las dificultades monetarias que se presentaban frente a la compra de libros.

### Organización y conflictos
Los estudiantes se organizaban, según los estudios que seguían, en facultades. Según el lugar donde recibían las enseñanzas, en colegios mayores y colegios menores adscritos a diferentes y rivales órdenes religiosas, habitualmente abiertos por el mecenazgo de algún donante. La vida universitaria no era barata: debían pagar por su estancia y enseñanza cantidades solo al alcance de familias ricas, aunque existían estudiantes becados, a los que algún potentado o institución poderosa pagaba los estudios, y muchos otros que seguían los estudios con toda clase de privaciones y alternándolos con todo tipo de oficios o formas más o menos irregulares de obtener dinero, comida, vestido, alojamiento y, en su caso, bebida, diversión y toda clase de vicios (tunos, goliardos). Las universidades en ocasiones organizaban a los estudiantes naciones o pueblos, según su lugar de procedencia.
En general los estudiantes becados asistían a Colegios (mayores o menores) en los que una fundación pagaba sus estudios y manutención. Otro modo de estudiar era pertenecer a alguna congregación religiosa y vivir en el convento. 
El rector, que podía ser canónigo, doctor o incluso uno de los estudiantes, era elegido en algunas universidades por los procuradores o proctores de cada nación (cuatro en el caso de la Universidad de París), en otras por el claustro de profesores, y en otras por el ayuntamiento (en las de fundación municipal). Enseguida sustituyó al canciller o cancelario designado por el Papa como máximo cargo directivo sobre el conjunto de la Universidad y el claustro. Un decano presidía cada facultad.
Eran habituales los conflictos entre grupos de estudiantes identificados por alguna de esas diferencias. Un fuero o privilegio especial sometía a los estudiantes y profesores a la jurisdicción propia y privativa de la universidad, lo que les protegía en caso de conflicto con las autoridades locales. Algunas Universidades tenían una especie de policía propia y hasta cárcel. 